# Jakov I. od Urgella
Don Jakov I. (katalonski Jaume, šp. Jaime) (1320. – Barcelona, 19. studenog 1347.) bio je infant Aragonije, grof Urgella, vikont Àgera te barun Antillóna i Alcoleje de Cince.
Rođen je kao Jaume d'Aragó i d'Entença 1320. godine; roditelji su mu bili kralj Alfons IV. Aragonski (Alfons el Benigne) i kraljica Terezija od Entençe (Teresa d'Entença).
U vrijeme rođenja Jakova, Alfons je još bio infant; postao je kralj Aragonije 1327. god.
Jakovljev je stariji brat bio kralj Petar IV. Aragonski (Pere el Cerimoniós).
Don Jakov je bio u iznimno lošim odnosima sa svojom maćehom, kraljicom Leonorom Kastiljskom i Portugalskom.
1336. Jakov je oženio gospu Ceciliju, koja je poznata i kao Cecilija I. od Urgella (Cecília I d'Urgell). Imali su sina Petra, koji je oca naslijedio, te kćer Izabelu.
Navodno je Jakova dao otrovati njegov brat kralj. Jakovljeva je žena potom zavladala posjedima svoga muža jer je Petar bio maloljetan.
Jakovljev je unuk bio Don Jakov II., posljednji grof Urgella.